# Ixodes radfordi
Ixodes radfordi är en fästingart som beskrevs av Glen M. Kohls 1948. Ixodes radfordi ingår i släktet Ixodes och familjen hårda fästingar. Inga underarter finns listade i Catalogue of Life.